# Heleno de Freitas
Heleno, właśc. Heleno de Freitas (ur. 12 grudnia 1920 w São João Neponucemo, zm. 8 listopada 1959 w Barbacenie) – brazylijski piłkarz grający na pozycji napastnika.

## Kariera klubowa
Heleno karierę piłkarską rozpoczął w 1939 roku w klubie Botafogo FR, w którym grał do 1948. Z klubem z Rio de Janeiro zdobył mistrzostwo Stanu Rio de Janeiro – Campeonato Carioca w 1948 roku. W 1948 krótko grał w argentyńskim Boca Juniors. Po powrocie do Brazylii występował w CR Vasco da Gama. Z Vasco dwukrotnie zdobył mistrzostwo Stanu Rio de Janeiro – Campeonato Carioca w 1949 i 1950 roku. W 1950 roku miał epizod w kolumbijskim Atlético Junior. Po powrocie do Brazylii był piłkarzem Santosu FC, skąd przeszedł do Amériki Rio de Janeiro, w której zakończył karierę w 1952 roku.

## Kariera reprezentacyjna
Heleno zadebiutował w reprezentacji Brazylii w meczu z reprezentacją Urugwaju 17 maja 1944. W 1945 roku uczestniczył w Copa América 1945. Z reprezentacją Brazylii zajął drugie miejsce podczas tego turnieju, a sam wraz z Argentyńczykiem Norberto Méndezem został z sześcioma bramkami królem strzelców tego turnieju. W tym samym roku zdobył Copa Julio Roca 1945. Rok później ponownie uczestniczył w Copa América. Podczas tego turnieju strzelił 3 bramki. W 1947 roku zdobył Copa Rio Branco 1947. Ostatni raz w reprezentacji wystąpił 4 kwietnia 1948 meczu przeciwko reprezentacji Urugwaju. Łącznie w barwach Canarinhos rozegrał 18 spotkań i strzelił 13 bramek.